# Ventrispina dugdalei
Ventrispina dugdalei är en insektsart som beskrevs av Jennifer M. Cox 1987. Ventrispina dugdalei ingår i släktet Ventrispina och familjen ullsköldlöss. Inga underarter finns listade i Catalogue of Life.